# Alte Elster (Zwenkau)
Die Alte Elster nahe Zwenkau war ein natürlicher Arm, der von der Weißen Elster in der Nähe von Döhlen linksseitig abzweigte und im Unterwasser der heute als Altes Elsterwehr bezeichneten Ruine westlich des Stadtkerns mündete. Arm und Hauptstrom umschlossen die südlicher gelegene Mückenhaynwiese und den heute noch in gleicher Form vorzufindenden Fischerwinkel. Der Flussabschnitt wurde vermutlich Anfang des 17. Jahrhunderts ein Altarm, nachdem der Bau eines begradigten Flussbetts für den Hauptstrom zum Zwecke der Elsterflößerei nach Leipzig abgeschlossen war. Am Alten Elsterwehr wurde das Holz in die vom Oberwasser abzweigende Batschke geflößt.
Die durch den Tagebau Zwenkau bedingte Verlegung der Weißen Elster zwischen 1972 und 1977 änderte diesen Teil des Flusses erneut.  Der Hauptstrom wurde südlich des Fischerwinkels, aber nördlich der Mückenhaynwiese unterbrochen und beginnend mit der heutigen Geschiebefalle Kleindalzig nach Westen geführt. Der Bau dieses heute als Beton-, bzw. Asphaltelster bekannten Stücks schnitt den Altarm in einen südlichen und einen nördlichen Teil, auf die Errichtung eines Wasserkreuzes wurde verzichtet.  Der südliche Teil ab Döhlen fiel trocken, der nördliche wird seitdem durch eine Pumpstation versorgt, die das zum Erhalt der nördlichen Aue nötige Wasser an der Geschiebefalle entnimmt.